# Pologne aux Jeux olympiques d'été de 1924
L'équipe de Pologne olympique a remporté 2 médailles (1 en argent, 1 en bronze), pour sa première participation aux Jeux olympiques, à Paris, se situant à la 22e place des nations au tableau des médailles.
L'athlète Sławosz Szydłowski est le porte-drapeau d'une délégation polonaise comptant 65 sportifs (64 hommes et 1 femme).

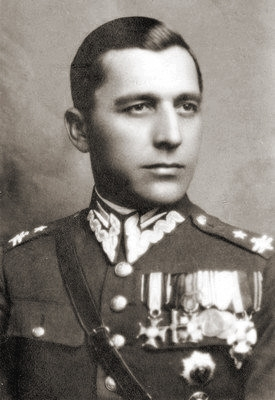
Adam Królikiewicz obtient une médaille de bronze en équitation.

## Liste des médaillés polonais

### Médailles d'argent
| Sport                 | Discipline           | Sportifs                                                        | Performance |
| Médaille d'argent : 1 |                      |                                                                 |             |
| Cyclisme              | Poursuite par équipe | Jan Łazarski Józef Lange Tomasz Stankiewicz Franciszek Szymczyk |             |

### Médailles de bronze
| Sport                  | Discipline                  | Sportifs          | Performance |
| Médaille de bronze : 1 |                             |                   |             |
| Equitation             | Saut d’obstacles individuel | Adam Królikiewicz |             |

## Engagés polonais par sport

### Athlétisme
| Hommes |
| --- |
| 100 m - Stanisław Sośnicki - Władysław Dobrowolski - Aleksander Szenajch - Zygmunt Weiss 200 m - Aleksander Szenajch - Zygmunt Weiss 400 m - Stanisław Świętochowski - Stefan Ołdak 800 m - Józef Jaworski - Stefan Ołdak - Stefan Kostrzewski 1 500 m - Stefan Kostrzewski - Józef Jaworski 5 000m - Stefan Szelestowski - Stanisław Ziffer 3 000m steeple - Stanisław Ziffer 3 000m par équipe - Stanisław Ziffer, Stefan Szelestowski, Julian Łukaszewicz Disque - Sławosz Szydłowski, 24e Saut à la perche - Stefan Adamczak, 15e Saut en longueur - Stanisław Sośnicki, 31e Javelot - Sławosz Szydłowski, 26e Décathlon - Antoni Cejzik, 12e |

### Aviron
| Hommes |
| --- |
| Skiff - Andrzej Osiecimski-Czapski Quatre barré - Antoni Brzozowski, Henryk Fronczak, Edmund Kowalec, Władysław Nadratowski, Józef Szawara |

### Boxe
| Hommes |
| --- |
| Mi-moyens - 66,5 kg - Adam Świtek, 17e - Jan Ertmański, 9e Moyens - 72,5 kg - Eugeniusz Nowak, 9e Mi-lourds - 79 kg - Jan Gerbich, 9e Super-lourds + 79 kg - Tomasz Konarzewski, 9e |

### Cyclisme
| Hommes |
| --- |
| Route Course en ligne hommes - Wiktor Hoechsmann - Feliks Kostrzębski, 55e - Kazimierz Krzemiński, 59e - Oswald Miller, 48e Routes par équipes - Wiktor Hoechsmann, Feliks Kostrzębski, Kazimierz Krzemiński et Oswald Miller, 14e Piste Vitesse individuelle hommes - Jan Łazarski - Franciszek Szymczyk 50km - Jan Łazarski - Józef Lange, 5e Poursuite par équipe - Jan Łazarski, Józef Lange, Tomasz Stankiewicz et Franciszek Szymczyk, médaille d’argent |

### Équitation
| Hommes |
| --- |
| Saut d'obstacles Individuel - Adam Królikiewicz médaille de bronze - Zdzisław Dziadulski, 28e - Kazimierz Szosland, 32e - Karol von Rómmel, 10e Saut d'obstacles par équipe - Adam Królikiewicz, Zdzisław Dziadulski, Kazimierz Szosland et Karol von Rómmel, 6e Concours complet Individuel - Kazimierz de Rostwo-Suski, 24e - Tadeusz Komorowski, 26e - Kazimierz Szosland, 23e - Karol von Rómmel, 10e Concours complet par équipe - Kazimierz de Rostwo-Suski, Tadeusz Komorowski, Kazimierz Szosland et Karol von Rómmel, 7e |

### Escrime
| Hommes | Femmes                          |
| --- | ------------------------------- |
| Fleuret individuel - Konrad Winkler (en) Sabre par équipe - Alfred Ader (en), Adam Papée, Konrad Winkler (en) et Jerzy Zabielski (en) | Fleuret femme - Wanda Dubieńska |

### Football
| Hommes |
| --- |
| - L’équipe polonaise termine 17e - Mieczysław Batsch - Stanisław Cikowski - Wawrzyniec Cyl - Stefan Fryc - Józef Kałuża - Wacław Kuchar - Henryk Reyman - Leon Sperling - Marian Spoida - Zdzisław Styczeń - Mieczysław Wiśniewski |

### Lutte
| Hommes |
| --- |
| Lutte Gréco-Romaine Poids légers, 62 - 67.5 kg - Leon Rękawek, 13e Lutte Gréco-Romaine Poids moyens, 67.5 - 75 kg - Wacław Okulicz-Kozaryn, 7e |

### Tir
| Hommes |
| --- |
| Pistolet feu rapide à 25 m - Marian Borzemski, 14e - Bolesław Gościewicz, 48e - Stanisław Kowalczewski, 27e - Walerian Maryański, 28e Carabine à 600 m - Władysław Świątek, 65e - Marian Borzemski, 60e - Stanisław Kowalczewski, 58e - Eugeniusz Waszkiewicz, 63e Carabine par équipes - Władysław Świątek, Marian Borzemski, Franciszek Brożek, Bolesław Gościewicz, Stanisław Kowalczewski, 15e |

### Voile
| Hommes                                   |
| ---------------------------------------- |
| Monotype Olympique - Edward Bryzemejster |